# Kanton Saales
Saales is een voormalig kanton van het Franse departement Bas-Rhin. Het kanton maakte deel uit van het arrondissement Molsheim.
Het kanton Saales is in 1790 gevormd als deel van het departement Vosges. In 1871 werd middels het Verdrag van Frankfurt een deel van het kanton geannexeerd en deel van het Reichsland Elzas-Lotharingen van het Duitse Keizerrijk. De overige gemeentes werden omgevormd tot het kanton Provenchères-sur-Fave dat bij het departement Vosges bleef. Toen na de Eerste Wereldoorlog Elzas-Lotharingen geannexeerd werd door Frankrijk werd het kanton Saales ingedeeld bij het departement Bas-Rhin.
Op 22 maart 2015 werd het kanton opgeheven en de gemeentes werden opgenomen in het nieuwe kanton Mutzig.

## Gemeenten
Het kanton Saales omvat de volgende gemeenten:
- Bourg-Bruche
- Colroy-la-Roche
- Plaine
- Ranrupt
- Saales (hoofdplaats)
- Saint-Blaise-la-Roche
- Saulxures